# Flesnes
Flesnes est une localité du comté de Troms, en Norvège.

## Géographie
Administrativement, Flesnes fait partie de la kommune de Kvæfjord.